# Madarateuchus vanderhorsti
Madarateuchus vanderhorsti is een tienpotigensoort uit de familie van de Porcellanidae. De wetenschappelijke naam van de soort is voor het eerst geldig gepubliceerd in 1924 door Schmitt.